# Chutiphan Nobnorb
Chutiphan Nobnorb (thailändisch ชุติพันธุ์ นบนอบ; * 9. August 1994) ist ein thailändischer Fußballspieler.

## Karriere
Chutiphan Nobnorb spielte bis Ende 2014 beim damaligen Drittligisten Assumption United FC in Bangkok. 2015 wechselte er zum Zweitligisten Samut Songkhram FC nach Samut Songkhram. Der Erstligaaufsteiger Pattaya United verpflichtete ihn 2016. Nach der Hinserie verließ er Pattaya und schloss sich dem Drittligisten Trat FC aus Trat an. 2016 wurde er mit dem Club Meister und stieg somit in die zweite Liga auf. Nach der Hinserie 2017 ging er nach Bangkok und unterschrieb einen Vertrag beim Zweitligisten Army United. Nachdem der Verein Ende 2019 bekannt gab, dass er 2020 nicht mehr am Ligabetrieb teilnehmen wird, verließ Chutiphan Nobnorb den Verein. Der thailändische Meister Chiangrai United aus Chiangrai nahm ihn ab der Saison 2020 unter Vertrag. Für Chiangrai bestritt er 2020 drei Erstligaspiele. Anfang 2021 wechselte er zum Zweitligisten Chiangmai FC nach Chiangmai. Zur Rückrunde 2021/22 unterschrieb er im Dezember 2021 einen Vertrag beim Ligakonkurrenten Raj-Pracha FC. Am Ende der Saison 2022/23 musste er mit dem Verein den Weg in die dritte Liga antreten.

## Erfolge
Trat FC
- Regional League Division 2 – East: 2016  ▲